# Stenia guttata
Stenia guttata är en orkidéart som beskrevs av Heinrich Gustav Reichenbach. Stenia guttata ingår i släktet Stenia och familjen orkidéer. Inga underarter finns listade i Catalogue of Life.

## Bildgalleri

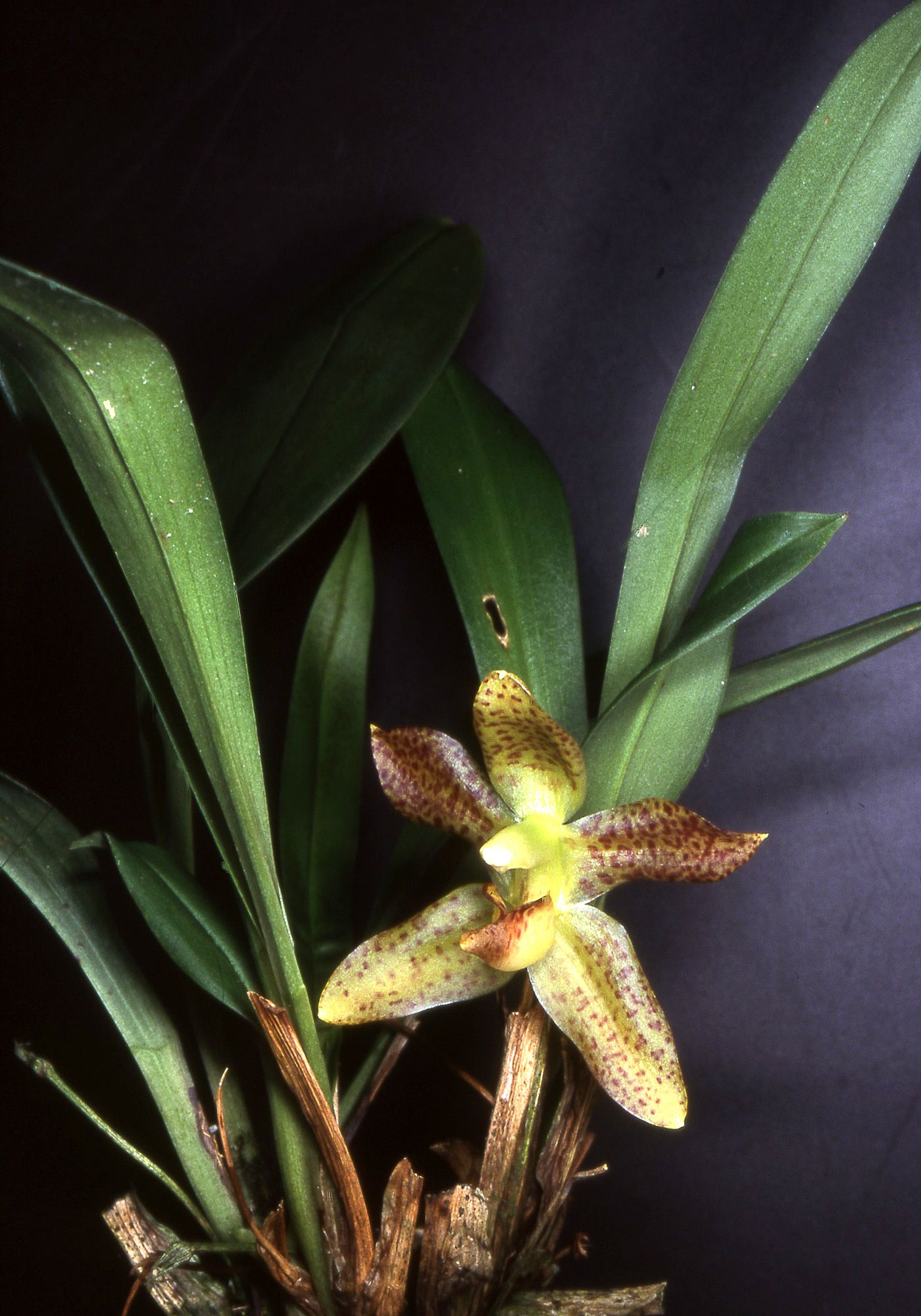
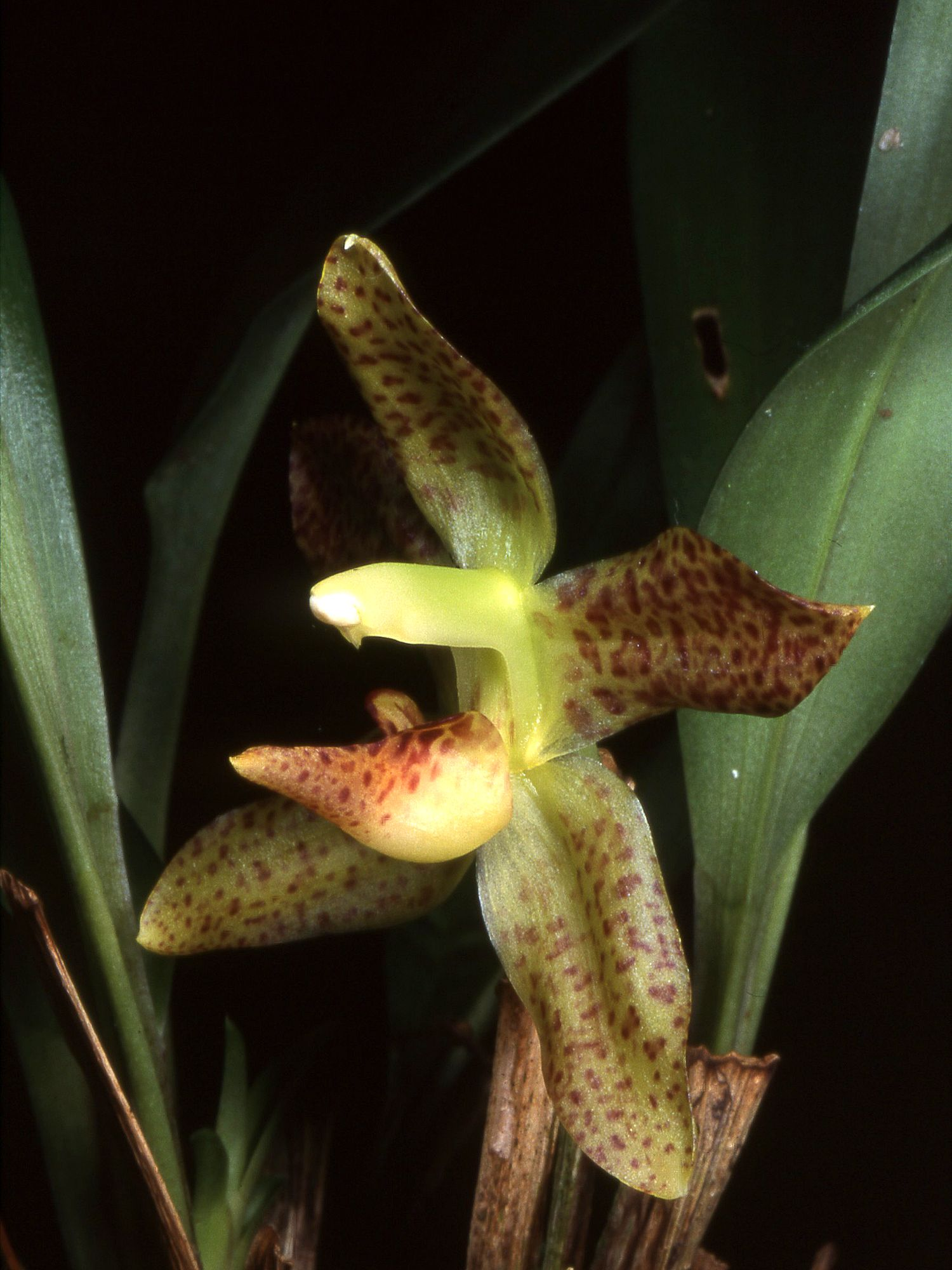
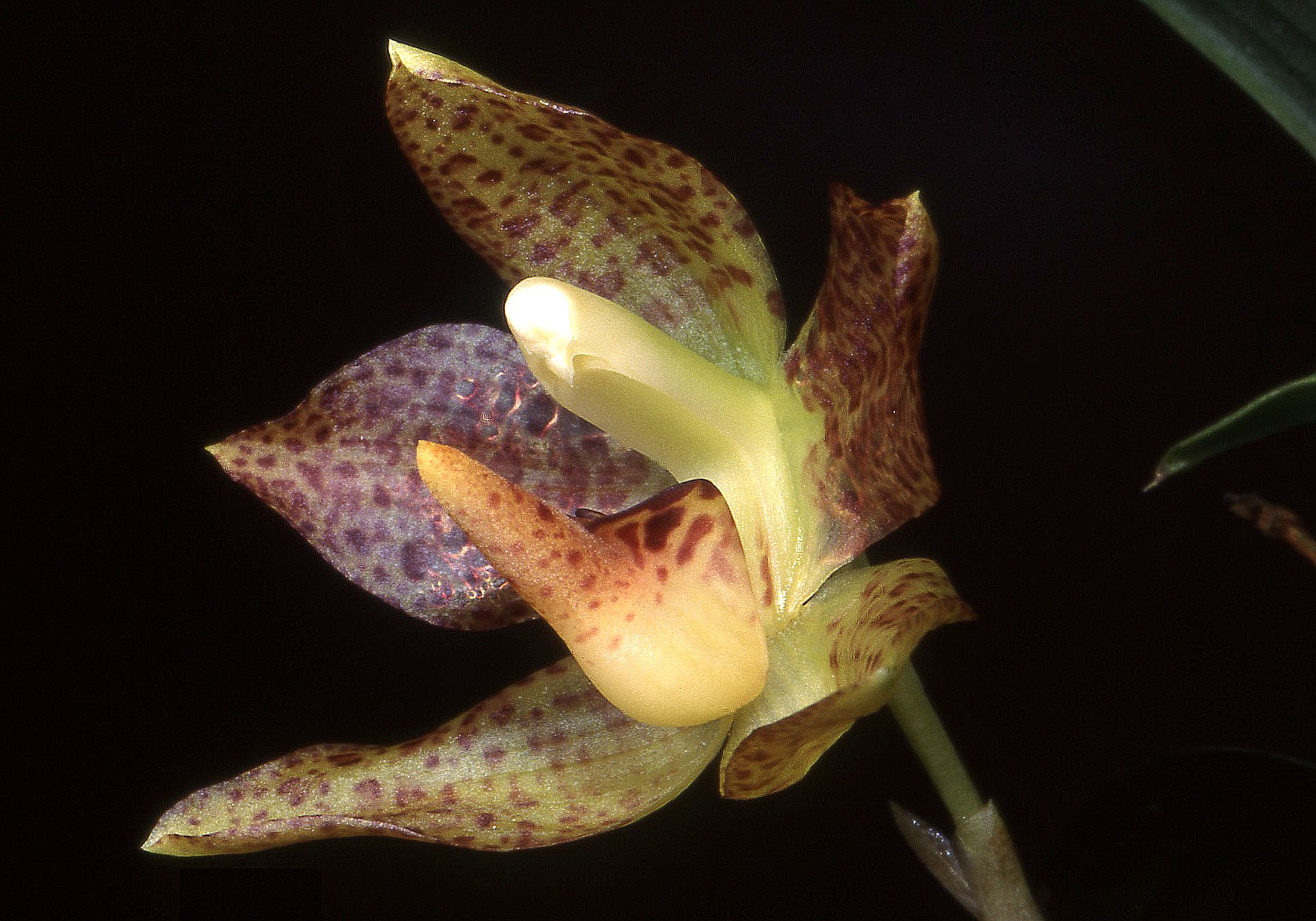
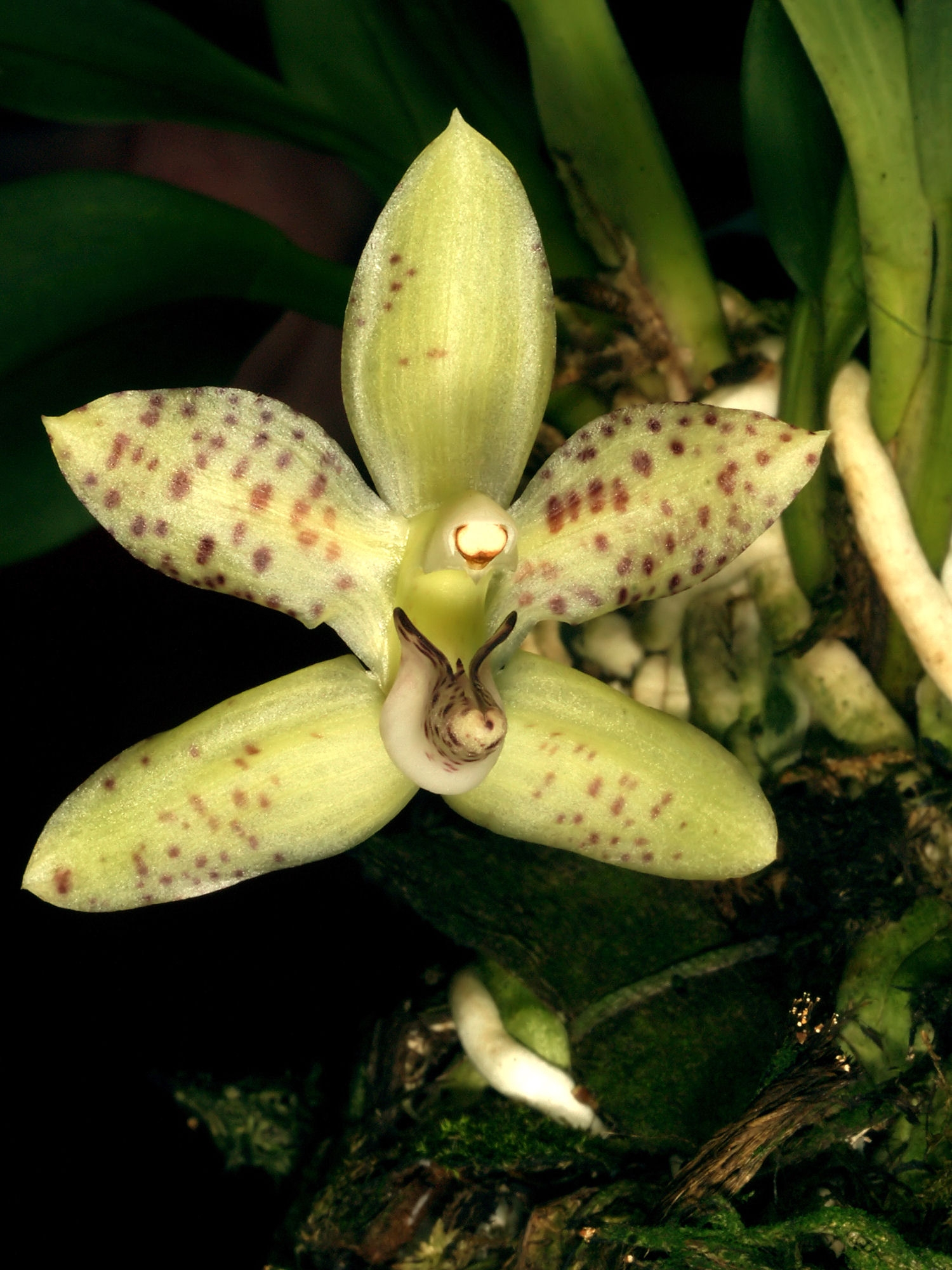